# Hocine Aït Ahmed
Hocine Aït Ahmed (àrab: حسين آيت أحمد)  (Aït Yahia, 20 d'agost de 1926 - Lausana, 23 de desembre de 2015) fou un polític algerià. Va aconseguir un Doctorat en Filosofia quan es va escindir del governant Front d'Alliberament Nacional (FLN) el 1963 per fundar el Front de Forces Socialistes (FFS), un partit socialista amazic secularista. Més tard, aquell any, va ser arrestat i sentenciat a mort, després de dirigir breument un sublevació armada contra el règim de partit únic d'Ahmed Ben Bella, però va aconseguir escapar-se de la presó d'El Harrach el 1966.
Va tornar a Algèria de l'exili a Suïssa després dels disturbis del 1988, però va marxar del país un altre cop després de l'assassinat del president Mohamed Boudiaf. Durant la seva campanya presidencial el 1999 va sofrir un atac de cor i va ser hospitalitzat.